# Modestas Paulauskas
Modestas Paulauskas (Kretinga, 19 maart 1945), is een Litouws voormalig professioneel basketbalspeler die goud won op de Olympische Spelen in 1972. Hij was van 1969-1974 aanvoerder van de Sovjet-Unie.

## Carrière
Paulauskas speelde zijn gehele carrière voor Žalgiris Kaunas. Met die club werd hij twee keer derde om het Landskampioenschap van de Sovjet-Unie in 1971 en 1973. Paulauskas kwam uit voor het nationale team van de Sovjet-Unie. Met de Sovjet-Unie won Paulauskas één keer goud op de Olympische Spelen in 1972. Ook won hij brons in 1968. Hij won twee keer het Wereldkampioenschap in 1967 en 1974. Ook won hij brons in 1970. Hij werd Europees kampioenschap basketbal in 1965, 1967, 1969 en 1971. Hij was aanvoerder van de Sovjet-Unie van 1969 tot 1974. Hij stopte in 1976 met basketbal.
Na zijn basketbalcarrière was hij hoofdcoach van Žalgiris Kaunas in (1991-1992). Later werd hij hoofdcoach van Lietuvos rytas Vilnius van (1997-1998).

## Erelijst
- Landskampioen Sovjet-Unie:
  - Derde: 1971, 1973
- Olympische Spelen: 1
  - Goud: 1972
  - Brons: 1968
- Wereldkampioenschap: 2
  - Goud: 1967, 1974
  - Brons: 1970
- Europees Kampioenschap: 4
  - Goud: 1965, 1967, 1969, 1971
  - Brons: 1973